# GAME OVER?
《GAME OVER?》是日本音乐团体AAA的第46张单曲，於2015年4月29日由avex trax发售。

## 概要
- 《GAME OVER?》是AAA出道十週年的計劃 - 連續7個月單曲發行的第四作。
- 《GAME OVER?》是朝日電視台節目「Drama! 7人的偶像GOGO!」主題曲，亦是手機遊戲《魔法氣泡》電視廣告歌曲。
- 主打曲《GAME OVER?》由日高光啓作開頭。
- 與前作相同，此單曲並未收錄任何B面曲。
- 此單曲只有「CD ONLY」1個版本。
- 在5月11日於公信榜单曲週排行榜取得第5位。

## 收錄内容

### CD
1. GAME OVER?
（作詞：leonn / Rap詞：Mitsuhiro Hidaka / 作曲：Tomoya Kinoshita）
2. GAME OVER? (Instrumental)